# Margócsy József
Margócsy József (Nyíregyháza, 1919. április 8. – 2013. július 9.) magyar irodalmár, irodalomtörténész, egyetemi tanár.

## Életpályája
Középiskolai tanulmányait Nyíregyházán végezte el. 1942-ben Eötvös-kollégistaként magyar-francia szakos tanári oklevelet szerzett Budapesten. 1941-1951 között Budapesten és Nyíregyházán középiskolai oktató volt. 1951-1962 között szakfelügyelőként dolgozott. 1962-1969 között a Bessenyei György Tanárképző Főiskola tanszékvezető docense, 1969-1980 között tanszékvezető főiskolai tanára, 1971-1972 között főigazgató-helyettese, 1972-1980 között főigazgatója volt. 1980-ban nyugdíjba vonult. 1980-1993 között a főiskola óraadó tanára volt. 1993 óta a Szabolcs-Szatmár-Bereg megye levéltárának helytörténeti szaktanácsadója.

## Családja
Szülei: Margócsy Emil (1883-1971) iskolaigazgató és Algővér Erzsébet (1884-1980) voltak. 1944-1995 között Oberlander Erzsébet volt a felesége. Két gyermekük született: Margócsy Klára (1947-) irodalmár és Margócsy István (1949-) irodalomtörténész. Margócsy Klára férje Göőz Lajos (1928-) geográfus.

## Művei
- Emlékkönyv. Kiad. a nyíregyházi Kossuth Lajos Gimnázium. 1806-1956; szerk. Horváth Sándor, Margócsy József; Szabolcs-Szatmár Megyei Nyomda, Nyíregyháza, 1957
- Szabolcs-Szatmár huszonöt éve; szerk. Cservenyák László, Margócsy József; Szabolcs Megye Lapkiadó, Nyíregyháza, 1970
- Móricz Zsigmond korszerűsége (1979)
- Móricz Zsigmond és szülőföldje (társszerző, 1979)
- A pedagógus és az élet. Gondolatok a pedagógushivatásról; Tankönyvkiadó, Bp., 1984 (Korszerű nevelés)
- Utcák, terek, emléktáblák I-V. (fejezetek a régi Nyíregyháza életéből, 1984-2002)
- Váci Mihály emléknapok Tiszaszalkán és Nyíregyházán 1984. december 8-án és 10-én; szerk. Margócsy József; Móricz Zsigmond Megyei és Városi Könyvtár, Nyíregyháza, 1986
- Egy régi udvarház utolsó gazdái (az anarcsi Czóbel család levéltári hagyatéka)(szerkesztette, 1988)
- A Nyíregyházi Nagytakarék és OTP. Az 1862-ben alapított Nyíregyházi Takarékpénztár Egyesület és 1912-ben épült székháza; összeáll., jegyz. Margócsy József; OTP, Nyíregyháza, 1988
- Lobogó szövétnek. Móricz Zsigmond és Szabolcs-Szatmár (szerkesztette, 1989)
- Molnár Mátyás 1923-1982. "Egy ember, aki a közművelődésre tette fel és áldozta életét" (1989)
- Nyíregyháza színháztörténetének levéltári forrásai, 1813-1893 (összeállította, 1990)
- 100 éves az iskolánk, 1892-1992; szerk. Margócsy József, Alexa László; 4. sz. Ének-Zene Tagozatos Általános Iskola, Nyíregyháza, 1992
- Irodalmi élet, színház Szabolcs-Szatmár-Bereg megyében (1993)
- Nyíregyháza országgyűlési képviselői 1848-1944 (1995)
- Ötven hónap utászcsizmában. Katonaemlékek 1942-1946 (1998)
- A városháza; összeáll. Margócsy József; Nyíregyházi Városvédő Egyesület, Nyíregyháza, 2005 (Mesélő Nyíregyháza)
- Szabolcs megye háza; összeáll. Margócsy József; Nyíregyházi Városvédő Egyesület, Nyíregyháza, 2006 (Mesélő Nyíregyháza)
- Utcák, terek, emléktáblák. Fejezetek a régi Nyíregyháza életéből; Nyíregyházi Városvédő Egyesület, Nyíregyháza, 2011

## Díjai
- Bugát Pál-emlékplakett (1962)
- Apáczai Csere János-díj (1979)
- Nyíregyháza díszpolgára (1979)
- Bessenyei-emlékplakett (1987)
- Kiss Áron-emlékplakett (1995)
- Toldy Ferenc-díj (1997)
- Trefort Ágoston-díj (1999)